# Nguyễn Văn Hinh

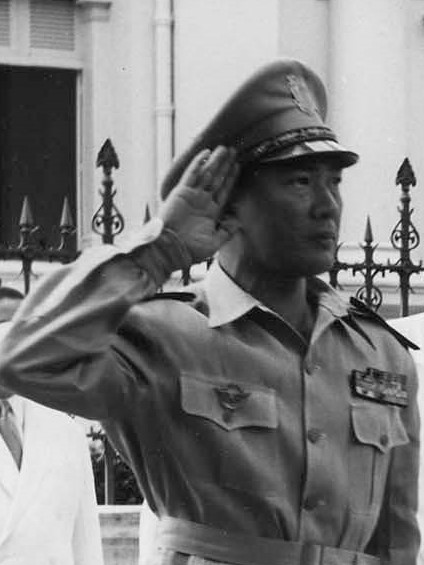
Nguyễn Văn Hinh, 1954

Nguyễn Văn Hinh (* 20. Dezember 1915 in Vũng Tàu; † 26. Juni 2004 in Paris) war ein Offizier der französischen Luftwaffe und Generalstabschef der Armee des damals mit Frankreich assoziierten Staates Vietnam.

## Hintergrund
Nguyễn Văn Hinh war Sohn des Politikers Nguyễn Văn Tâm. Er besuchte das Lycée Chasseloup Laubat in Saigon und das Lycée Saint-Louis in Paris. 1929 wurde ihm die französische Staatsbürgerschaft verliehen.

## Militärische Laufbahn
Er schloss 1938 die Militärhochschule der französischen Luftstreitkräfte ab und wurde Offizier in der französischen Luftwaffe. Während des Zweiten Weltkriegs diente er mit Auszeichnung am europäischen Kriegsschauplatz. Während des Falls Frankreichs wurde ihm das Croix de Guerre verliehen. Nach der Besetzung des europäischen Frankreichs schloss er sich den Freifranzosen an und kommandierte eine Bombereinheit in Algerien. 1945 wurden zwei seiner Brüder von den Viet Minh getötet. Nach dem Weltkrieg war er zeitweise bei den Besatzungstruppen in Deutschland stationiert. 1947 wurde er im Rang eines Oberstleutnant an den französischen Luftwaffengeneralstab beordert. Dort übernahm er den Posten des Assistenten des Chefs der Signalabteilung. 1948 kehrte er nach Algerien zurück und übernahm dort einen Kommandoposten bei der Luftwaffe.
1949 wurde er mit seiner Fliegereinheit nach Indochina beordert. Im Oktober 1949 übernahm er den Posten als Operationschef der französischen Luftwaffe im Fernen Osten. Kurz seiner Rückkehr nach Vietnam wurde er militärischer Berater des Premierministers Nguyễn Văn Xuân im Rang eines Majors und diente als Stabschef bei Kaiser Bảo Đại. 1949 wurde er mit dem Aufbau der vietnamesischen Nationalarmee der erste Luftwaffenoffizier des mit Frankreich assoziierten Staates. Sein Vater Nguyễn Văn Tâm nahm als Chef des Sicherheitsdienstes des pro-französischen Staates Vietnam und späterer Premierminister führende politische Rollen ein.
1952 wurde er Brigadegeneral und Stabschef der vietnamesischen Nationalarmee. Sein Vater wurde drei Monate später Premierminister. Als Stabschef forcierte er den Aufbau von einheimischen Kommandobataillonen zur Bekämpfung der Guerillabewegung Viet Minh. 1953 besuchte er die Vereinigten Staaten um deren militärische Methoden zu studieren. Während dieser Reise versuchte er um US-Unterstützung für den anti-kommunistischen vietnamesischen Staat zu werben. Während des eskalierenden Indochinakriegs war er führend an der Planung der Opération Atlante beteiligt.
Nguyen Van Hinh versuchte die Machtübernahme Ngo Dinh Diems mittels eines Militärputsches im Oktober 1954 zu verhindern. Der Putsch scheiterte jedoch am Veto der US-Regierung, welche Diem unterstützte. Er musste Vietnam daraufhin verlassen und diente erneut als Offizier in der französischen Luftwaffe.
Während des Algerienkriegs diente er bei der französischen Luftwaffe in Bechar. 1962 wurde er stellvertretender Befehlshaber der französischen Luftwaffe und diente im Verlauf als Stellvertreter des Generalstabschefs der gesamten französischen Streitkräfte. 1967 wurde er zum général de division befördert.
1969 trat er in den Ruhestand ein und gründete ein Luftfrachtunternehmen in Paris.